# Аранда, Висенте
Висе́нте Ара́нда Эске́рра (исп. Vicente Aranda Ezquerra; 9 ноября 1926, Барселона — 26 мая 2015, Мадрид) — испанский кинорежиссёр и сценарист. Обладает неповторимым стилем и считается одним из наиболее известных современных деятелей испанского кино. Обладатель многочисленных кинонаград.

## Биография
Висенте был младшим сыном в республикански настроенной барселонской семье. В 1952 году по политическим причинам Аранда эмигрировал в Венесуэлу, где работал техником в американской транспортной компании. В 1959 году вернулся в Испанию и пытался поступить в мадридскую школу кинематографии, но получил отказ, так как не имел полного среднего образования. Аранда переехал в Барселону, где в 1964 году режиссёр-самоучка снял свой первый фильм.

## Фильмография
- 1964 — Блестящее будущее / Brillante porvenir
- 1965 — Фата Моргана / Fata Morgana
- 1969 — Беспощадные / Las crueles
- 1972 — Кровавая невеста / La novia ensangrentada
- 1974 — Цена Клары / Clara es el precio
- 1976 — Смена пола / Cambio de sexo
- 1980 — Девушка в золотых трусиках / La muchacha de las bragas de oro
- 1982 — Убийство Центрального комитета / Asesinato en el Comité Central
- 1984 — Преступление капитана Санчеса / El Crimen del Capitán Sánchez
- 1986 — Время молчания / Tiempo de silencio
- 1987 — Луте: Шагай или сдохни / El Lute: camina o revienta
- 1988 — Луте 2: Завтра я буду свободным / El Lute II: mañana seré libre
- 1989 — Если они скажут, что ты чувствуешь / Si te dicen que caí
- 1991 — Любовники / Amantes
- 1993 — Самозванец / Intruso
- 1993 — Двуязычный любовник / El amante bilingüe
- 1994 — Турецкая страсть / La Pasión turca
- 1995 — Люмьер и компания / Lumière et Compagnie
- 1996 — Анархистки / Libertarias
- 1998 — Объектив / La mirada del otro
- 1999 — Ревность / Celos
- 2001 — Безумие любви / Juana la Loca (о Хуане Безумной)
- 2003 — Кармен / Carmen
- 2004 — / Técnicas para un golpe de estado в ¡Hay motivo! (Есть повод!)
- 2006 — Византийская принцесса / Tirante el Blanco
- 2007 — Любовные песни в клубе Лолиты / Canciones de amor en Lolita’s Club
- 2010 — Знойная луна / Luna caliente